# Анатомия любви (фильм, 2014)
«Анато́мия любви́» (англ. Endless Love) — романтическая драма. Дата выхода — 6 марта 2014 года.
Вторая экранизация бестселлера Скотта Спенсера «Бесконечная любовь» (первая — фильм «Бесконечная любовь» 1981 года).

## Сюжет
Современная история о двух влюблённых выпускниках школы — простом парне Дэвиде и красавице из богатой семьи Джейд.

## В ролях
- Алекс Петтифер — Дэвид Эллиот
- Габриэлла Уайлд — Джейд Баттерфилд
- Брюс Гринвуд — Хью Баттерфилд
- Джоэли Ричардсон — Энн Баттерфилд
- Роберт Патрик — Гарри Эллиот
- Риз Уэйкфилд — Кит Баттерфилд
- Дайо Окенаи — Мэйс
- Эмма Ригби — Дженни

## Съёмочная группа
- Продюсер: Джош Шварц
- Режиссёр: Шана Фест